# Kingslayer
Kingslayer je druhé studiové album mezinárodní powermetalové hudební skupiny Almanac. Vydáno bylo 24. listopadu 2017 u vydavatelství Nuclear Blast. Album je oproti předchozí desce více „metalovější“ a ubylo na něm orchestrálních partů a aranží. Cílem Victora Smolskiho, autora skladeb, totiž dle jeho vlastních slov bylo nahrát album, které bude fungovat hlavně na koncertech. K prvnímu singlu „Losing My Mind“ byl na konci září vydán videoklip. Ten se natáčel s českými filmaři na holešovském zámku. Textově se album věnuje historii, nejedná se ovšem o nějaký koncepční příběh. Podle jednoho ze zpěváků, Andyho Francka, by společným tématem písní mohly být „různé způsoby smrti“.
V limitované edici alba se objevilo bonusové DVD, které obsahuje záznam vystoupení skupiny na metalovém festivalu Masters of Rock 2017 pořádaném ve Vizovicích a rozhovory s některými členy skupiny.

## Seznam skladeb
Všechny skladby napsal(i) Almanac. 
| Pořadí         | Název                       | Délka |
| -------------- | --------------------------- | ----- |
| 1.             | Regicide                    | 6:10  |
| 2.             | Children of the Sacred Path | 4:10  |
| 3.             | Guilty as Charged           | 5:02  |
| 4.             | Hail to the King            | 5:47  |
| 5.             | Losing My Mind              | 5:33  |
| 6.             | Kingslayer                  | 1:33  |
| 7.             | Kingdom of the Blind        | 6:22  |
| 8.             | Headstrong                  | 6:11  |
| 9.             | Last Farewell               | 5:01  |
| 10.            | Red Flag                    | 5:05  |
| Celková délka: | Celková délka:              | 50:53 |

## Obsazení
- David Readman – zpěv
- Andy B. Franck – zpěv
- Jeanette Marchewka – zpěv
- Victor Smolski – kytara, klávesy
- Tim Rashid – basová kytara
- Athanasios Tsoukas – bicí

Technický podpora
- Gyula Havancsák – přebal alba
- David Havlena – natáčení rozhovorů
- Andrea Raffaldini – natáčení rozhovorů

Natáčení videoklipu
- Marek Dobeš – scénář, režie
- Pavel Plch – bojové scény